# Злато в гаража
Злато в гаража е телевизионен сериал, излъчван по DIY Network. Шоуто проследява Крейг Бантъл и неговия семеен бизнес „Гаражните братя“ от Роли, Северна Каролина, които предлагат да почистят всеки гараж, мазе или друго пространство безплатно, стига да могат да запазят и продадат всички ценности, които намерят в процеса. Когато приключат с разчистването, те превръщат гаража в използваемо работно пространство за своя клиент.

## Екипът
- Крейг Бантъл – шеф и собственик на „Гаражните братя“
- Майк Глейзингър – оценител
- Капитан Рон – механик, хамалин
- Тони – хамалин